# Desislav Ciukolov
Desislav Ciukolov (în bulgară Десислав Чуколов, n. 22 decembrie 1974, Ruse, Republica Populară Bulgaria – d. 8 martie 2022, Sofia, Bulgaria) a fost un om politic bulgar, membru al Parlamentului European în perioada 2007-2009 din partea Bulgariei.